# 15 iulie
ianuarie • februarie • martie  • aprilie  • mai  • iunie  • iulie  • august  • septembrie  • octombrie  • noiembrie  • decembrie
15 iulie este a 196-a zi a calendarului gregorian și a 197-a zi în anii bisecți. Mai sunt 169 de zile până la sfârșitul anului.

## Evenimente

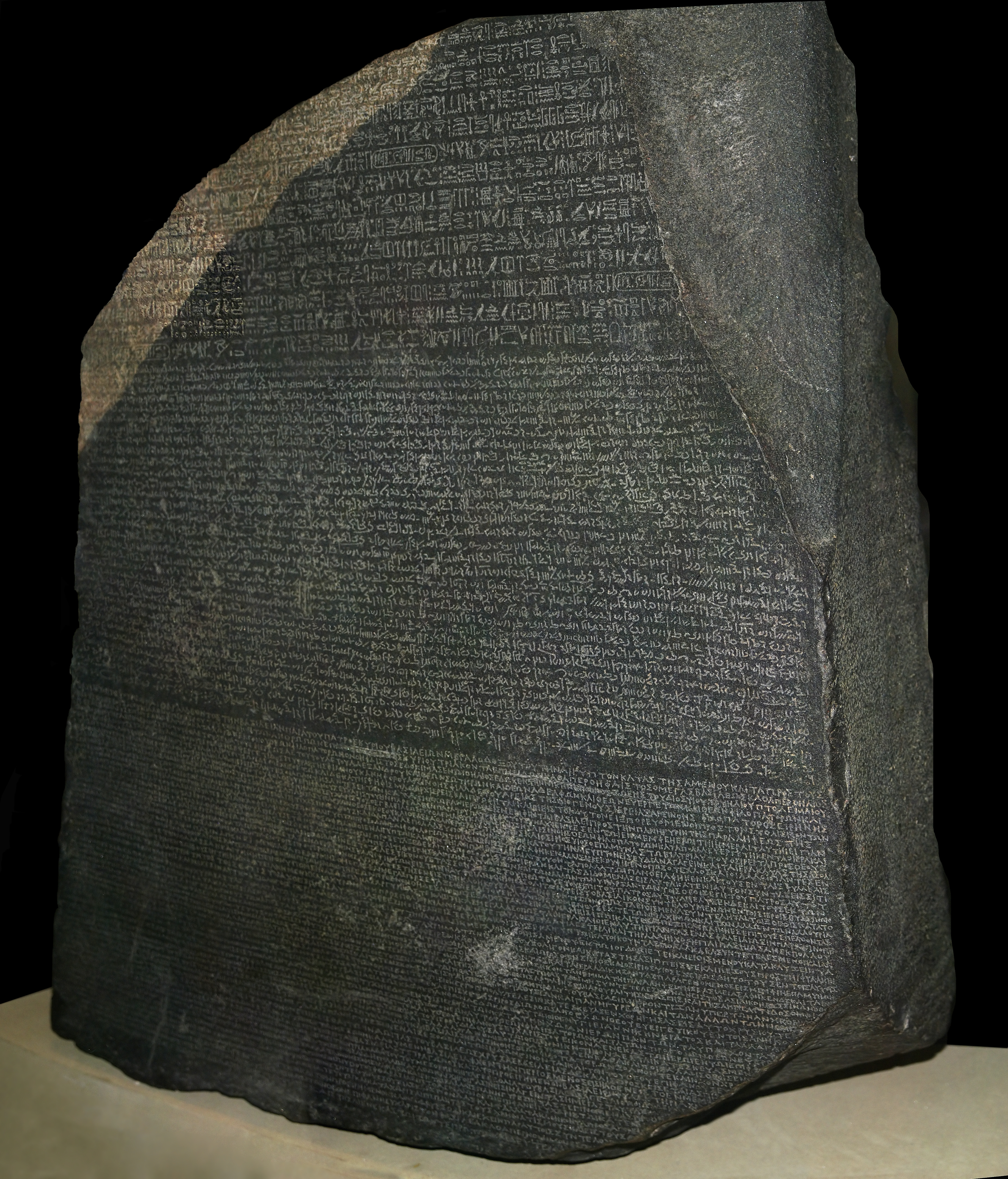
1799: Piatra din Rosetta este descoperită în orașul egiptean Rosetta în timpul campaniei lui Napoleon Bonaparte în Egipt.

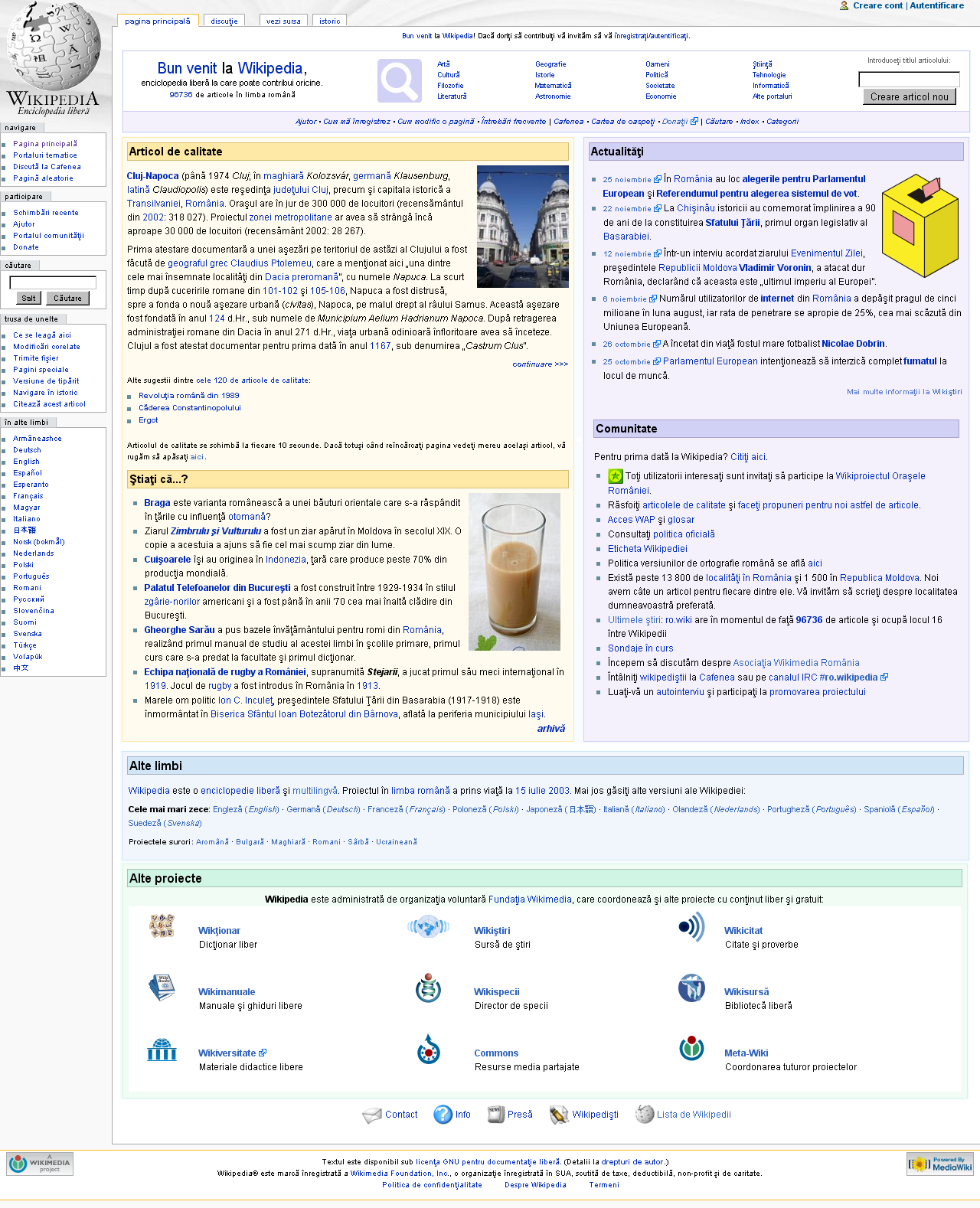
2003: Ia naștere proiectul ro.wp, versiunea românească a proiectului Wikipedia.

- 1099: Ierusalimul este cucerit după lupte sângeroase în care cruciații sunt conduși de Godefroy de Bouillon.
- 1235: Împăratul Frederic al II-lea s-a căsătorit la Worms cu Isabella a Angliei, sora regelui Henric al III-lea.
- 1240: Victoria armatelor rusești asupra armatelor suedeze (Bătălia de pe Neva).
- 1410: Bătălia de la Grunwald: Înfrângerea cavalerilor teutoni de către forțele unite ale polonilor și lituanieni sprijiniți de ruși, cehi, moldoveni, tătari.
- 1497: A început construcția bisericii Curții domnești de la Piatra Neamț, ctitorie a lui Ștefan cel Mare, domnul Moldovei (1457-1504). Lucrările au fost finalizate la 11 noiembrie 1498.
- 1799: Piatra din Rosetta este descoperită în orașul egiptean Rosetta, de căpitanul francez  Pierre-François Bouchard,  în timpul campaniei lui Napoleon Bonaparte în Egipt.
- 1858: Au fost tipărite în Moldova, primele mărci poștale. Acestea erau vestitele "Cap de bour" a căror primă emisiune cuprindea patru timbre.
- 1888: A aparut ziarul Adevărul.
- 1888: Stratovulcanul Muntele Bandai a erupt omorând aproximativ 500 de oameni, în prefectura Fukushima, Japonia.
- 1922: A fost creat "Partidul Comunist Japonez".
- 1936: A apărut, la București, săptămânalul "Cuget clar", revistă de direcție literară, artistică și culturală, sub conducerea lui Nicolae Iorga.
- 1955: 18 laureați ai Premiului Nobel semnează o declarație împotriva armelor nucleare; mai târziu declarația a fost semnată de alți 34 laureați Nobel.
- 1958: A apărut, la București, sub conducerea lui Mihai Beniuc, revista "Luceafărul", organ de presă al Uniunii Scriitorilor din România.
- 1962: Reprezentativa feminină de handbal a României a cucerit titlul suprem la cea de-a doua ediție a Campionatului Mondial, desfășurat în România, între 8 și 15 iulie.
- 1964: S-a înființat, la București, studioul cinematografic "Animafilm".
- 1965: Sonda spațială americană Mariner 4 a zburat la cea mai mare apropiere a sa față de Marte, trecând la 9.846 km și oferind primele imagini de aproape ale unei planete extraterestre. Distanța față de Pământ a fost de 216 milioane de kilometri,  viteza sa a fost de 7 km/s față de Marte.[1]
- 1973: La Roma, tânărul în vârstă de 17 de ani, John Paul Getty III a fost răpit. Autorii au cerut o răscumpărare de 17 milioane de lire sterline. Bunicul său, miliardarul Jean Paul Getty a refuzat plata și a primit un plic conținând o șuviță de păr și o ureche umană. În cele din urmă bunicul a negociat recompensa la suma de 2 milioane de lire sterline, iar Getty III a fost găsit viu în sudul Italiei, pe 15 decembrie 1973.
- 1975: A avut loc primul zbor cosmic, cu primul echipaj Soiuz-Apollo din istoria cosmonauticii.
- 1992: Au fost stabilite relații diplomatice între România și Kazahstan.
- 1997: Slobodan Milošević este ales președinte al RF Iugoslavia. Este învestit în funcție la 25 iulie 1997.
- 1997: La Miami, Florida, Gianni Versace este împușcat în fața casei sale de criminalul în serie Andrew Cunanan.
- 2016: Are loc o tentativă de lovitură de stat în Turcia organizată de un grup de militari din cadrul Forțelor armate.

## Nașteri
- 1606: Rembrandt van Rijn, pictor olandez (d. 1669)
- 1646: Frederic I, Duce de Saxa-Gotha-Altenburg (d. 1691)
- 1737: Prințesa Louise-Marie a Franței, fiica regelui Ludovic al XV-lea al Franței (d. 1787)
- 1750: Francis, Duce de Saxa-Coburg-Saalfeld (d. 1806)
- 1803: Vincent-Victor Henri Viénot de Vaublanc, scriitor francez (d. 1902)
- 1820 (S.V.): Iosif Naniescu (Ioan Mihalache), mitropolit și cărturar român (d. 1902)
- 1823: Prințul Alexandru de Hesse și Rin, membru al Casei de Hesse-Darmstadt (d. 1888)
- 1837: Stephanie de Hohenzollern-Sigmaringen (d. 1859)
- 1845: Arhiducesa Maria Theresa de Austria, membră a Casei de Habsburg-Lorena (d. 1927)

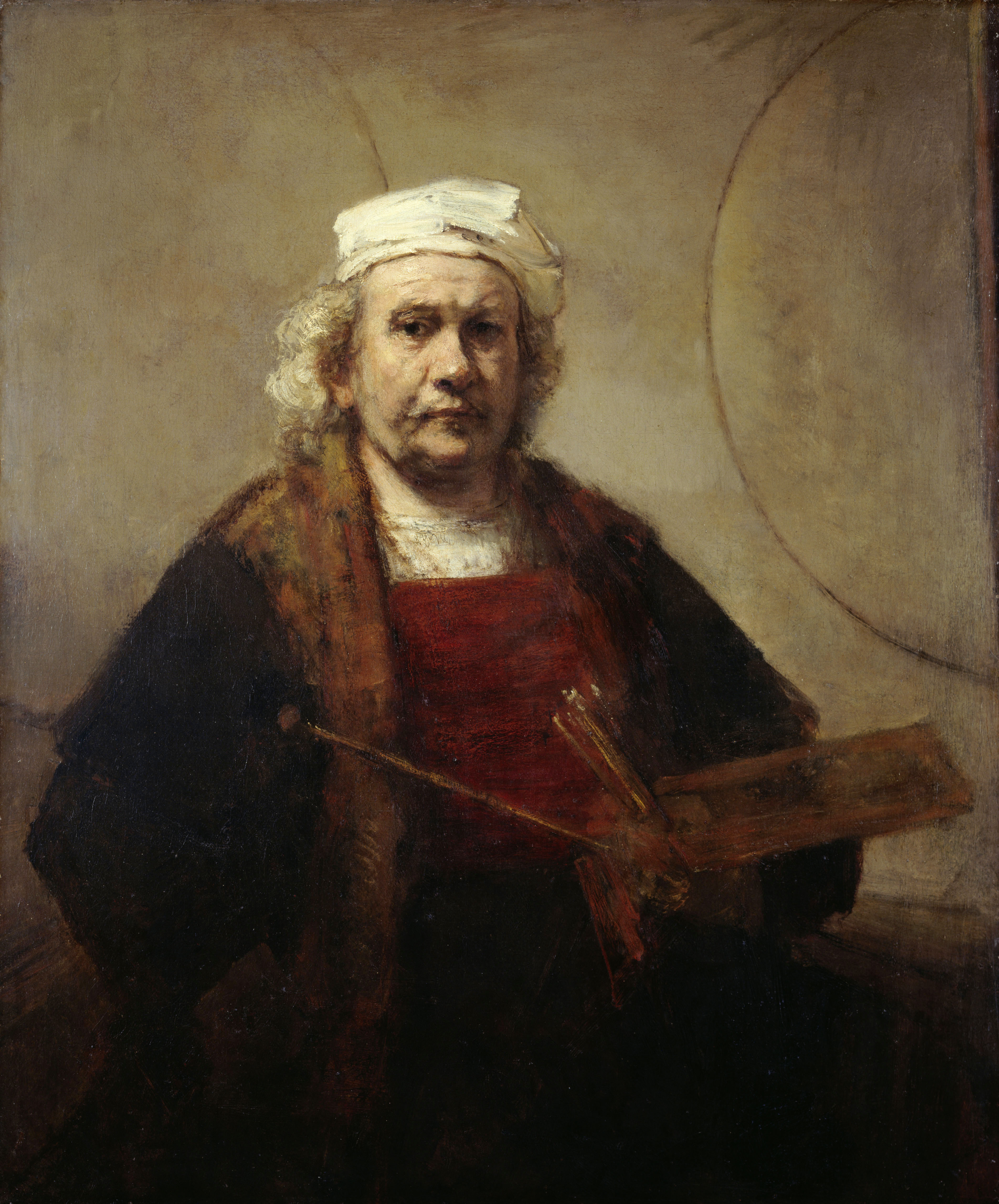
Rembrandt, pictor olandez
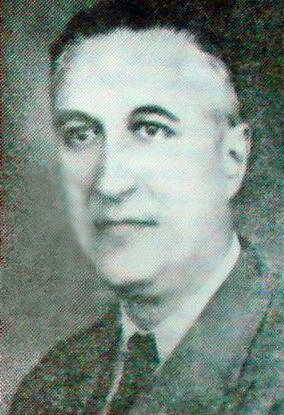
Costin D. Nenițescu, chimist, academician român
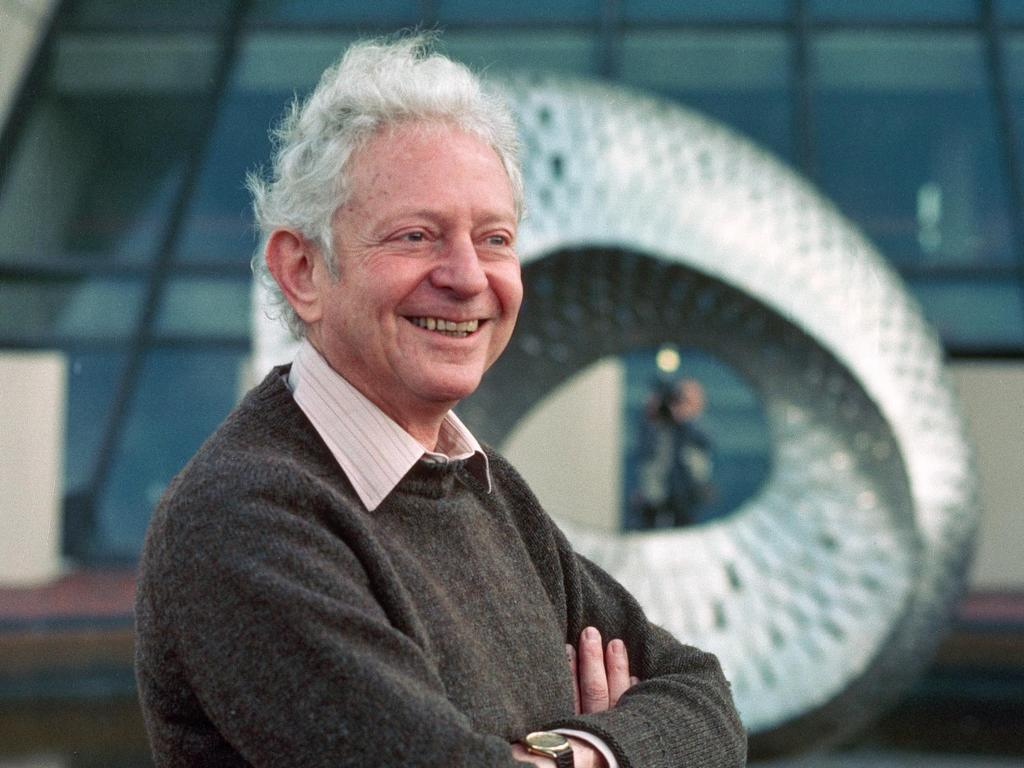
Leon Max Lederman, fizician american, laureat Nobel

- 1860: Max von Oppenheim, diplomat și arheolog german (d. 1946)
- 1865: Ludwig Sütterlin, artist german (d. 1917)
- 1882: Iuliu Moldovan, medic român, membru corespondent al Academiei Române (d. 1966)
- 1885: Josef Frank, arhitect austriac (d. 1967)
- 1887: Prințul Gabriel Constantinovici al Rusiei  (d. 1955)
- 1892: Walter Benjamin, scriitor și critic literar german (d. 1940)
- 1892: Milena Rudnytska, educatoare, activistă pentru drepturile femeilor, politiciană și scriitoare ucraineană (d. 1976)
- 1902: Costin D. Nenițescu, chimist, academician român (d. 1970)
- 1912: Neculai Ghimpu, globtrotter român (d. 2006)
- 1918: Bertram Neville Brockhouse,  fizician canadian, laureat Nobel (d. 2003)
- 1919: Iris Murdoch, scriitoare britanică  (d. 1999)
- 1920: Yoshio Inaba, actor japonez (d. 1998)
- 1922: Leon Max Lederman, fizician american, laureat Nobel (d. 2018)
- 1928: Carl Woese,  microbiolog și biofizician american (d. 2012)

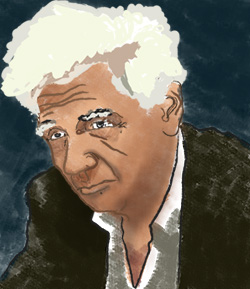
Jacques Derrida, filosof francez
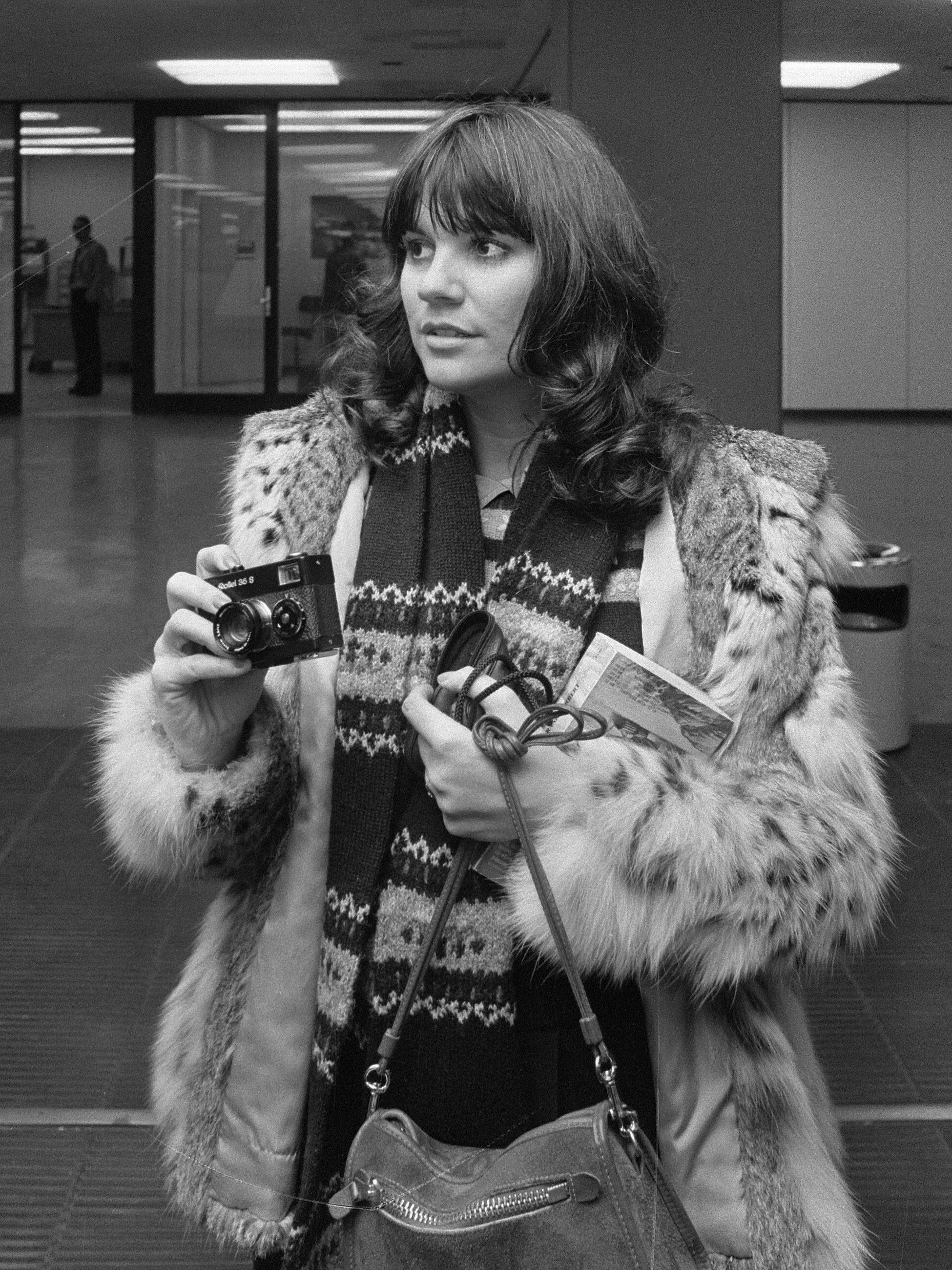
Linda Ronstadt, cântăreață americană de muzică rock
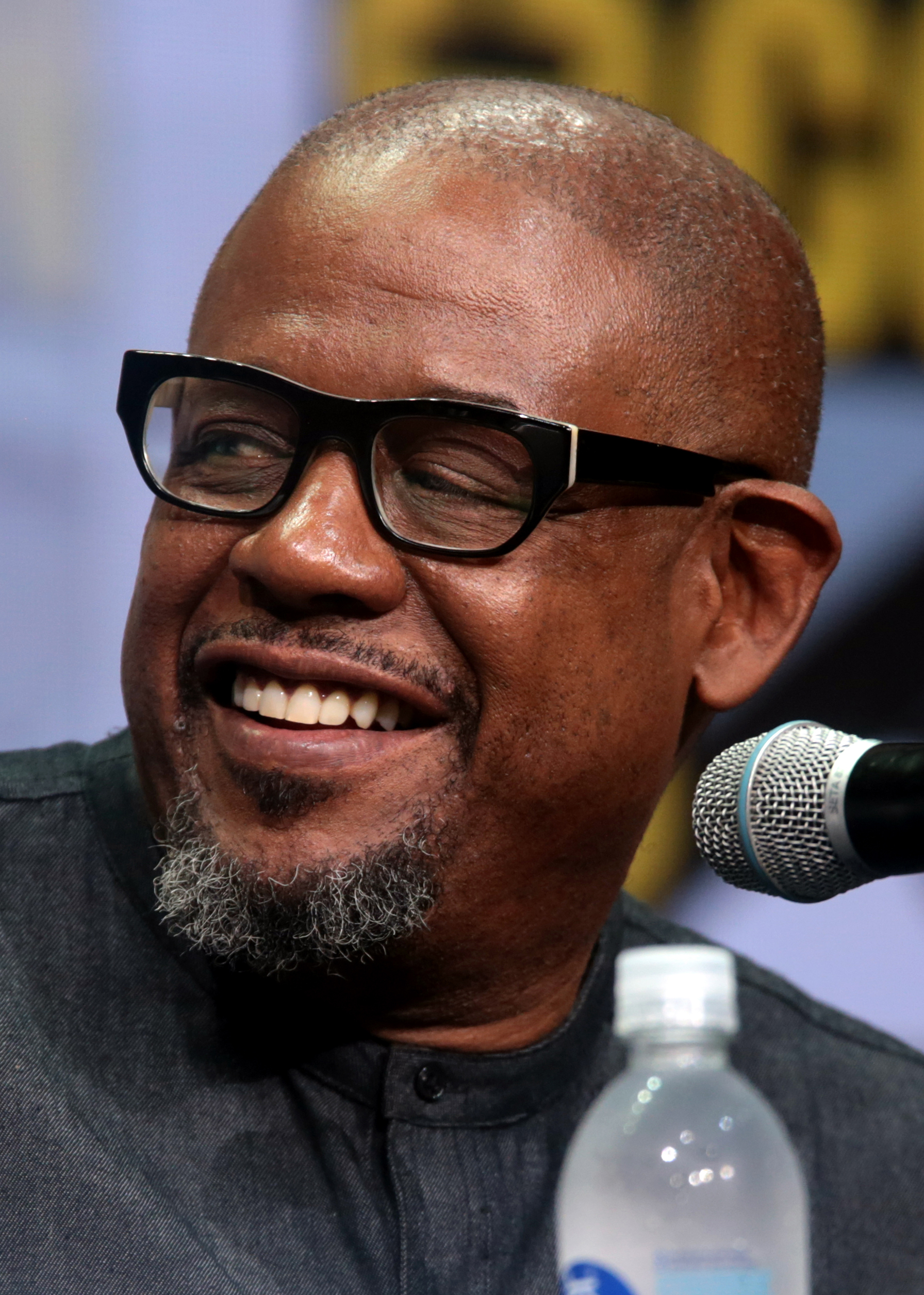
Forest Whitaker, actor american

- 1930: Jacques Derrida, filosof francez, părintele deconstructivismului (d. 2004)
- 1935: Ken Kercheval, actor american (d. 2019)
- 1939: Aníbal Cavaco Silva, politician portughez, președinte al Portugaliei
- 1941: Attila Ágh, scriitor, politolog și filozof maghiar
- 1946: Linda Ronstadt, cântăreață americană de muzică rock
- 1948: Nicolae Dabija, scriitor, istoric literar și om politic din Republica Moldova (d. 2021)
- 1949: Mohammed bin Rashid Al-Maktoum, emir al Dubaiului
- 1952: Terry O'Quinn, actor american
- 1953: Natașa Raab, actriță română (d. 2023)
- 1954: Ioan Popei, pictor român de icoane
- 1961: Forest Whitaker, actor american
- 1968: Eddie Griffin, actor și comedian american
- 1973: Theodor Paleologu, eseist, diplomat și om politic român
- 1976: Diane Kruger, actriță germană
- 1980: Jasper Pääkkönen, actor finlandez
- 1986: Yahya Abdul-Mateen II,  arhitect, actor american
- 1987: Kazuyasu Minobe, scrimer japonez
- 1988: Renata Knapik-Miazga, scrimeră poloneză
- 1989: Diego Ulissi, ciclist italian
- 1990: Olly Alexander, cântăreț englez
- 1994: Amalia Tătăran, scrimeră română
- 1997: Jil Teichmann, tenismenă elvețiană

## Decese
- 1015: Vladimir I al Kievului, cneaz al Novgorodului (970-980) și mare cneaz al Kievului (980-1015) (n. 956)
- 1274: Bonaventura, teolog și sfânt italian (n. 1221)
- 1291: Rudolf I al Sfântului Imperiu Roman (n. 1218)
- 1685: James Scott, I Duce de Monmouth, nobil și militar englez (n. 1649)
- 1824: Radu Tempea, protopop al Brașovului, director al școlilor ortodoxe românești din Transilvania (n. 1768)
- 1827: Karl Alexander, Prinț de Thurn și Taxis(n. 1770)

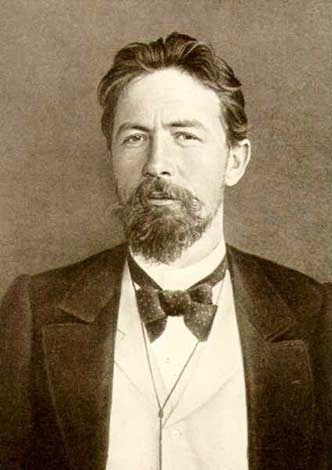
Anton Cehov, dramaturg și prozator rus
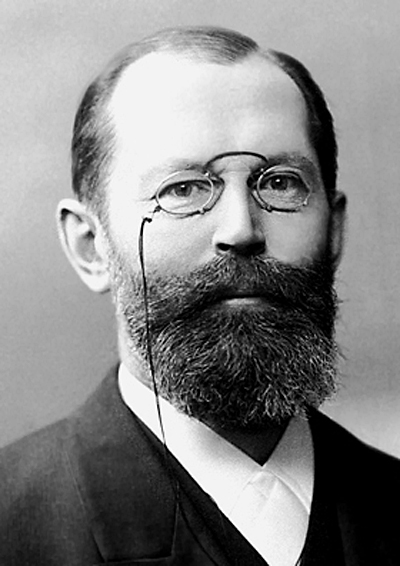
Hermann Emil Fischer, chimist german, laureat Nobel
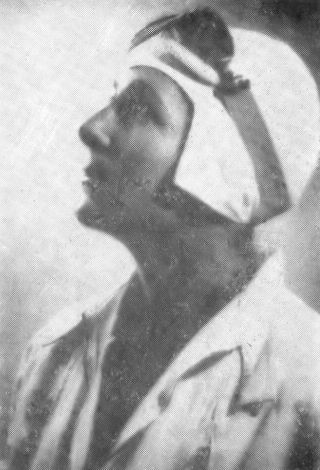
Marina Știrbei, aviatoare română

- 1857: Carl Czerny, muzician, pedagog și pianist austriac (n. 1791)
- 1904: Anton Cehov, dramaturg și prozator rus (n. 1860)
- 1912: Francisco Lazaro, atlet portughez (n. 1891)
- 1915: Raffaello Giovagnoli, scriitor italian (n. 1838)
- 1916: Georges Lemmen, pictor belgian (n. 1865)
- 1919: Hermann Emil Fischer, chimist german, laureat al Premiului Nobel (n. 1852)
- 1929: Hugo von Hofmannsthal, scriitor austriac (n. 1874)
- 1946: Dumitru Bagdasar, medic român (n. 1893)
- 1977: Konstantin Aleksandrovici Fedin, scriitor rus (n. 1892)
- 1989: Maria Kuncewiczowa, scriitoare poloneză (n. 1895)
- 1992: Ion Luican, cântăreț de muzică populară român (n. 1907)
- 1993: Clarence Zener, fizician american (n. 1905)
- 1997: Gianni Versace, designer italian de modă (n. 1946)
- 2001: Marina Știrbei, aviatoare română (n. 1912)
- 2002: György Fehér, regizor și scenarist maghiar (n. 1939)
- 2011: Friedrich Wilhelm Schnitzler, politician german (n. 1928)
- 2018: Dumitru Drăgan, actor român (n. 1939)
- 2021: Piotr Mamonov, muzician și actor rus (n. 1951)

## Sărbători
- Sărbători religioase

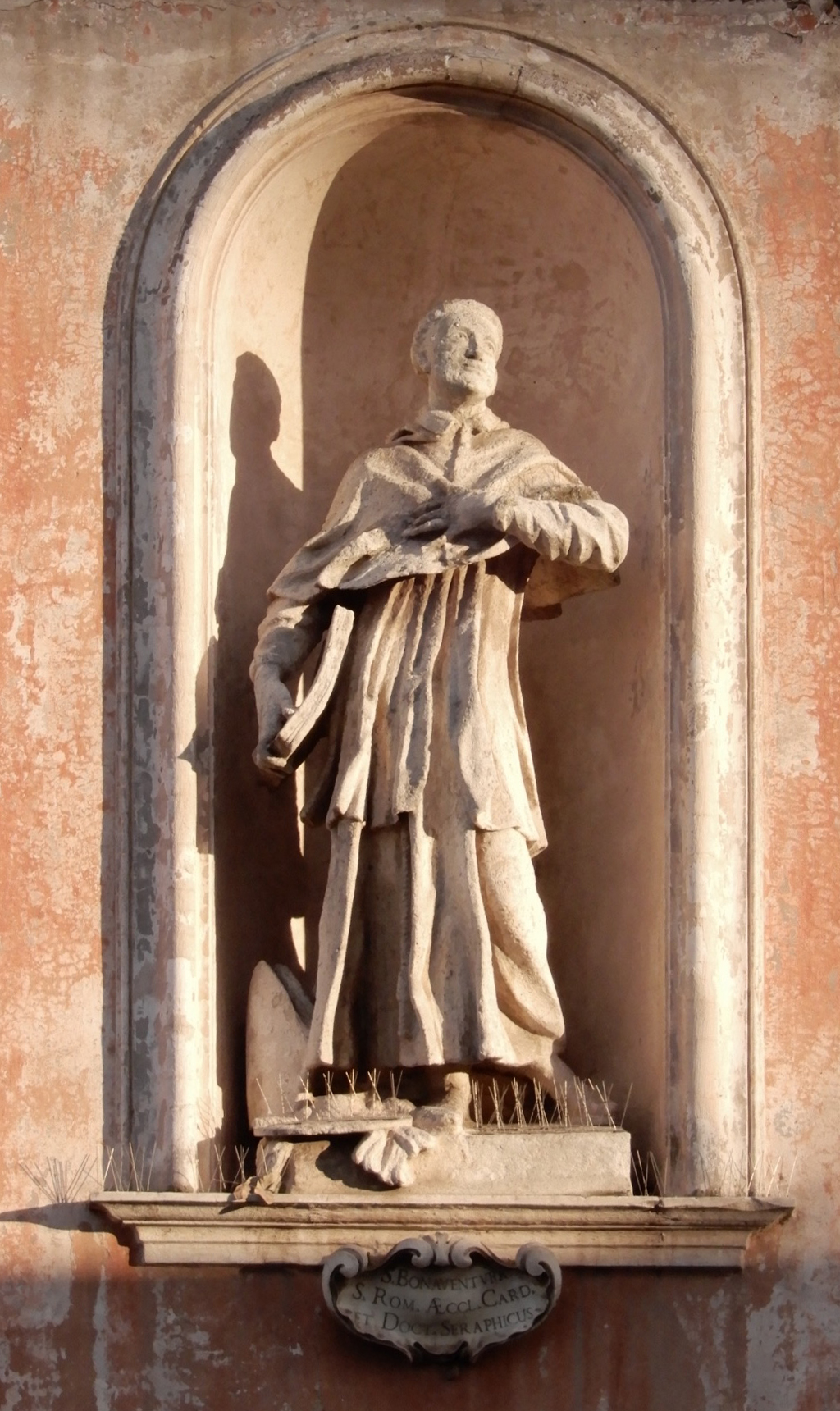
Statuia Sf. Bonaventura

  - Sf. Bonaventura, episcop de Albano (calendar evanghelic, anglican, catolic)
- Sărbători naționale
  - România: Ziua mărcii poștale românești